# Рапорт

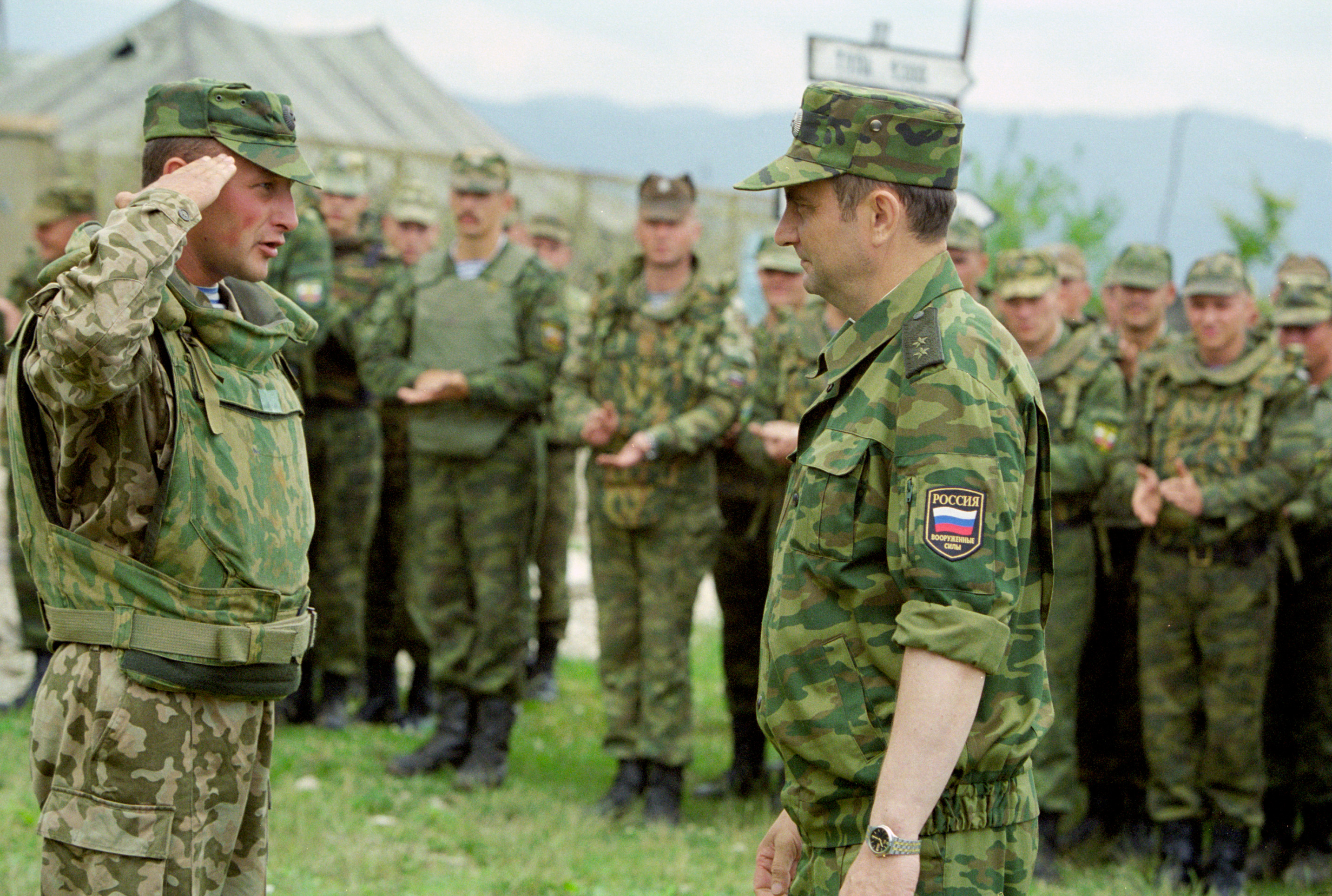
Командующий ВДВ Колмаков принимает доклад, 2004 год.

Ра́порт (от фр. rapport, rapporter — доносить, докладывать) — донесение, официальный устный или письменный доклад (сообщение) от нижестоящего к вышестоящему, преимущественно в военном деле, при обращении к начальникам (командирам) в процессе служебной деятельности о чём-либо, а также о выполнении взятых на себя обязательств.
Рапорт может содержать отчёт о проделанной работе или обращение к начальству.
В морском словаре «Рапорт» — документ, подаваемый в таможню государства прибытия судовладельцем или его агентом при прибытии судна в порт с указанием подробных данных о составе на судне грузов, пассажиров, последнем порте погрузки и месте выгрузки грузов и пассажиров.
В служебном документе — рапорте, военнослужащим доносятся командиру (начальнику), по устанавливаемой форме, вопросы связанные с выполнением служебных обязанностей, несением службы и другие. В виде рапорта оформляются также просьбы, предложения и заявления военнослужащих.

## История
Термин был введён Петром I. В петровское время термин существовал в двух формах — рапо́рт и репо́рт. Скорее всего, первая форма пришла через польский язык, вторая — через английский. В свою очередь, в этих языках было заимствовано из французского, где rapport обозначает донесение (от rapporter — «доносить», porter — «нести»).

## Виды
Образцы оформления служебных документов, в том числе и рапортов, размещаются в строевых, кадровых органах (управлениях, отделах и так далее), осуществляющих делопроизводство в войсковых частях (формированиях, учреждениях и так далее).
Некоторые рапорты военнослужащих:
- Рапорт на отпуск[7];
- Рапорт на компенсацию за наём жилья;
- Рапорт на подъёмное пособие;
- Рапорт на подписание контракта до предельного возраста;
- Рапорт на подписание контракта сверх предельного возраста;
- Рапорт на подписание контракта на 3 года;
- Рапорт на подписание контракта на 5 лет;
- Рапорт на подписание контракта на 10 лет;
- Рапорт на увольнение по окончании контракта;
- Рапорт по приёму дел и должности;
- Рапорт для оплаты расходов на приобретение постельных принадлежностей;
- Рапорт о постановке в очередь на жильё;
- Рапорт для выезда за пределы гарнизона;
- и так далее.

Для рапортов о приёме-передаче дежурства (наряда,   вахты)  в Вооружённых силах Российской Федерации используются специальные книги, с пронумерованными, прошнурованными и опечатанными страницами.

## Интересные факты
- Прокуратура Британии получила рапорт об обстоятельствах задержания подозреваемого, который был подписан служебной собакой, четырёхлетней немецкой овчаркой, об этом сообщила газета Сан (The Sun)[8].